# Núi Scopus
Núi Scopus (tiếng Hebrew: הר הצופים, Har HaTsofim) là một ngọn núi ở Jerusalem. Nó nằm ở phía đông bắc của thành phố cổ. Núi là 826 mét (2.710 ft) trên mực nước biển. Núi này bắt đầu được xem là một khu đất nằm lọt trong quốc gia khác của Israel được Liên Hợp Quốc bảo vệ trong lãnh thổ thuộc quản lý của Jordan từ cuộc chiến tranh Ả Rập-Israel 1948 cho đến chiến tranh 6 ngày năm 1967. Ngày nay, núi này nằm trong ranh giới thành thị của thành phố Jerusalem.

## Hình ảnh

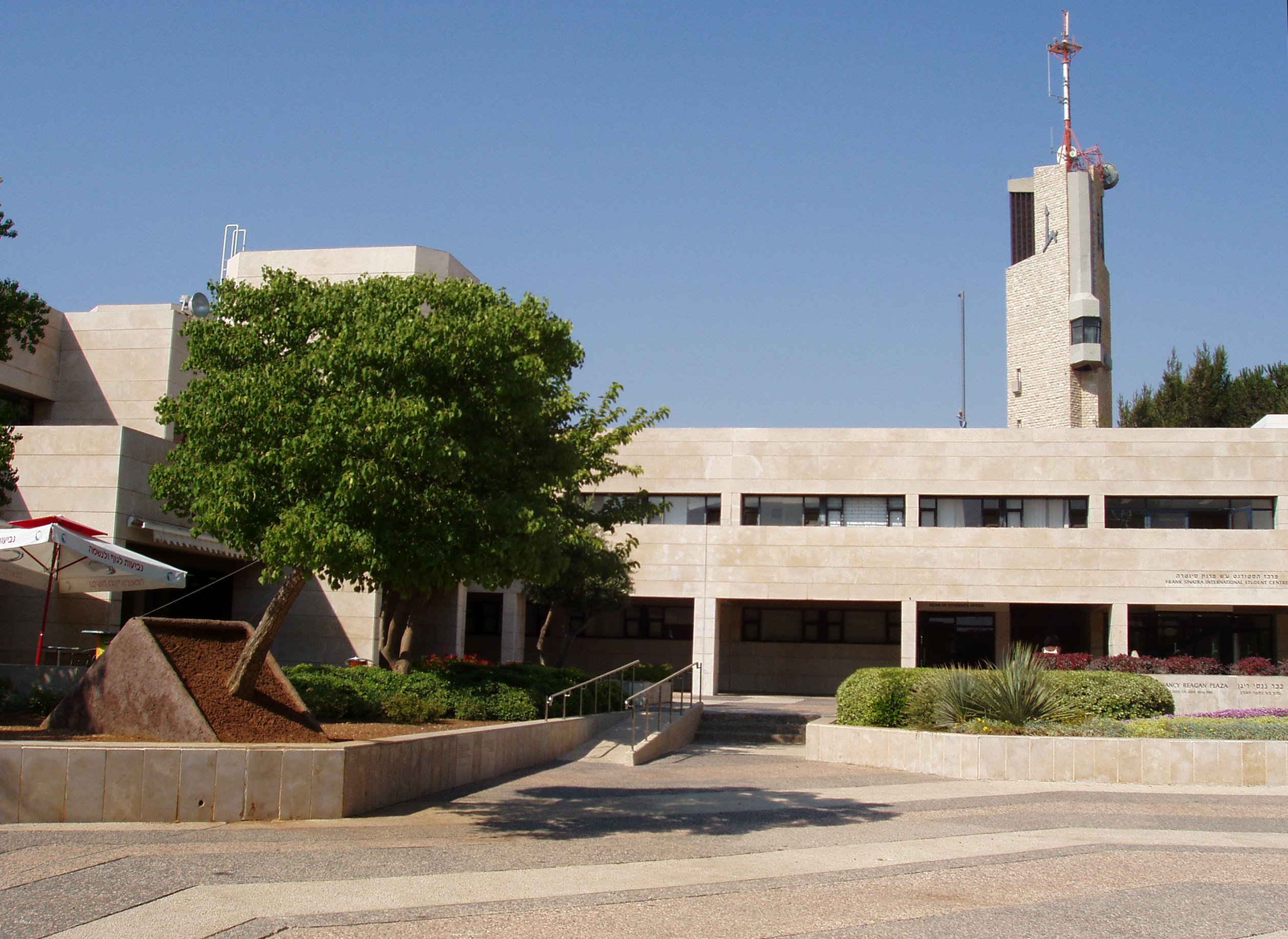
Đại học Hebrew của Jerusalem
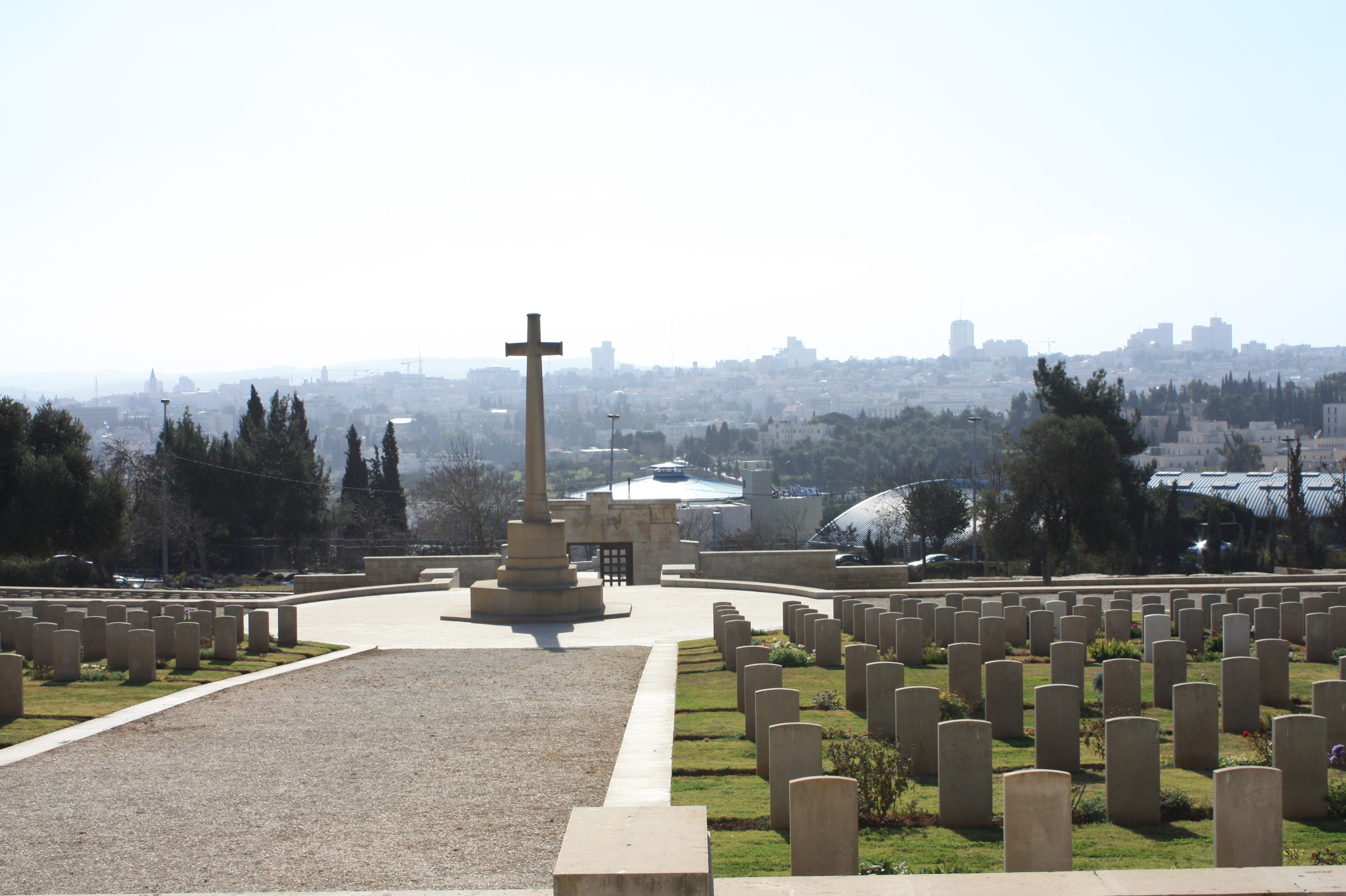
Nghĩa trang chiến tranh Anh Jerusalem
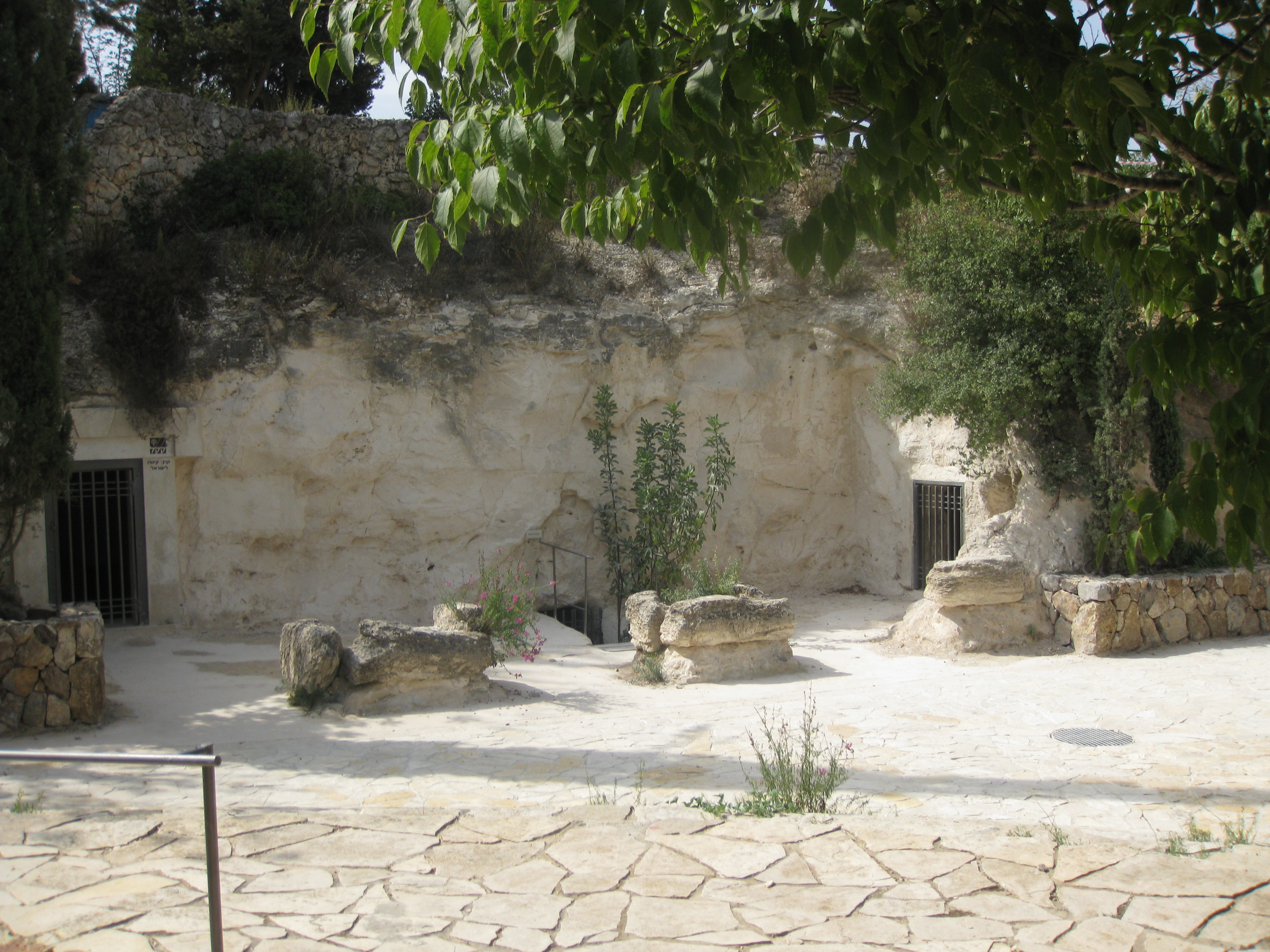
Ngôi mộ của Nicanor
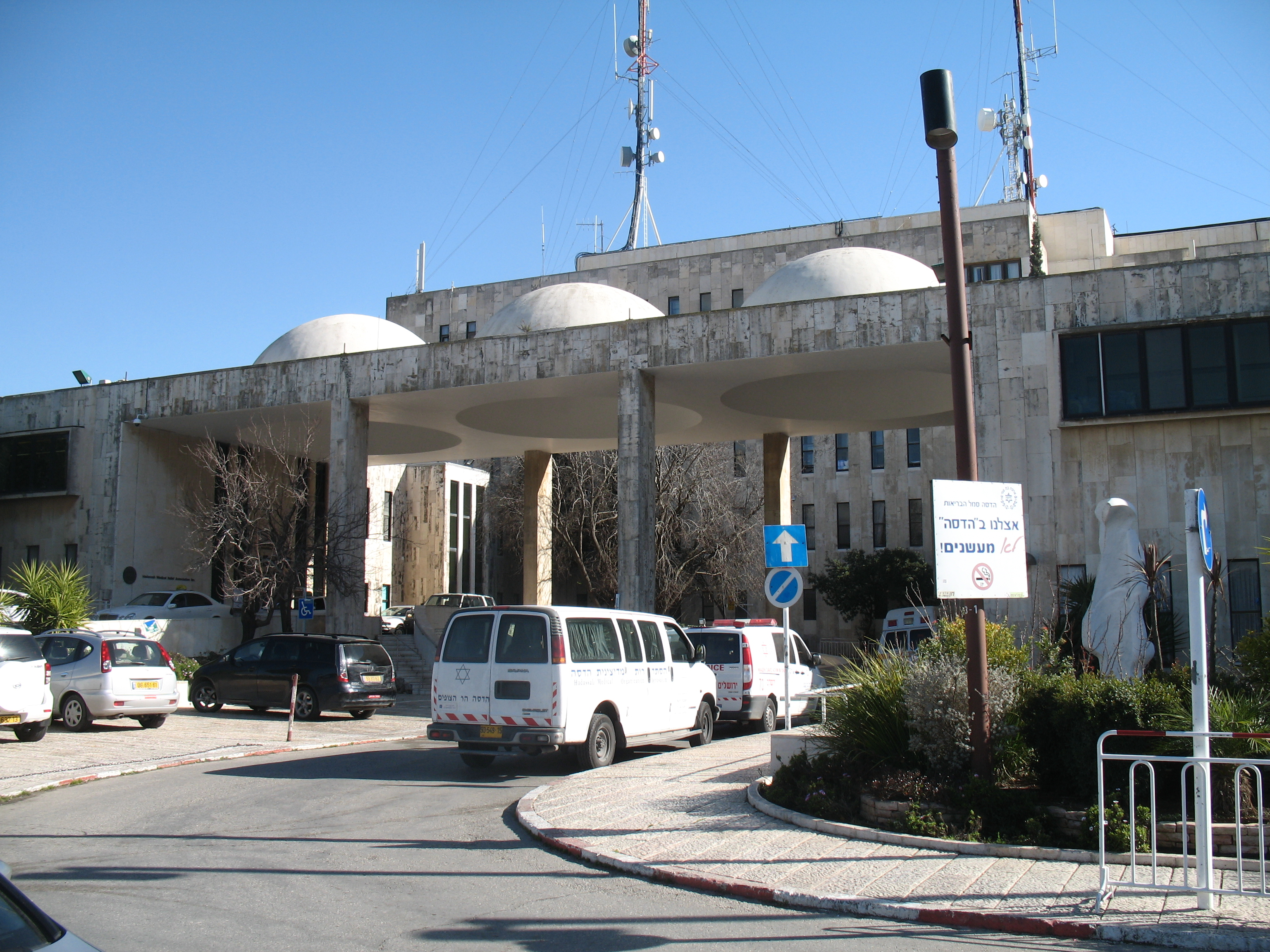
Trung tâm Y tế Hadassah
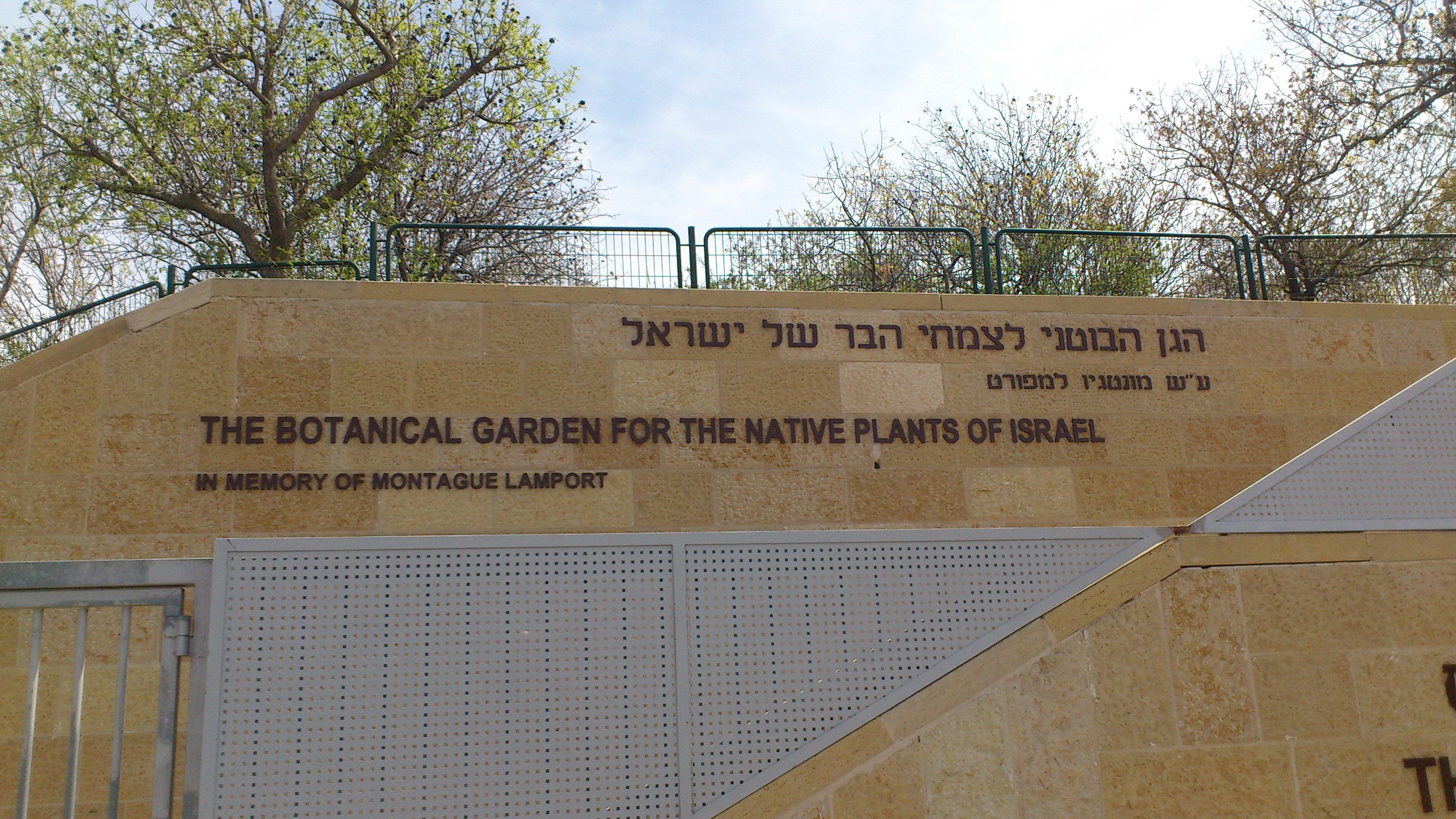
Vườn Thực vật Quốc gia Israel
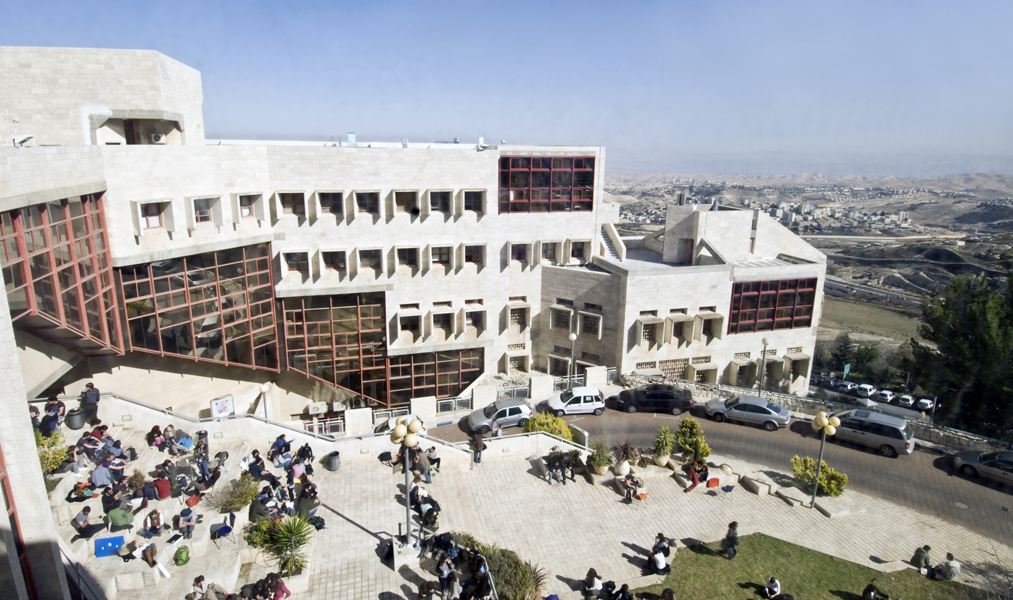
Học viện Nghệ thuật và Thiết kế Bezalel
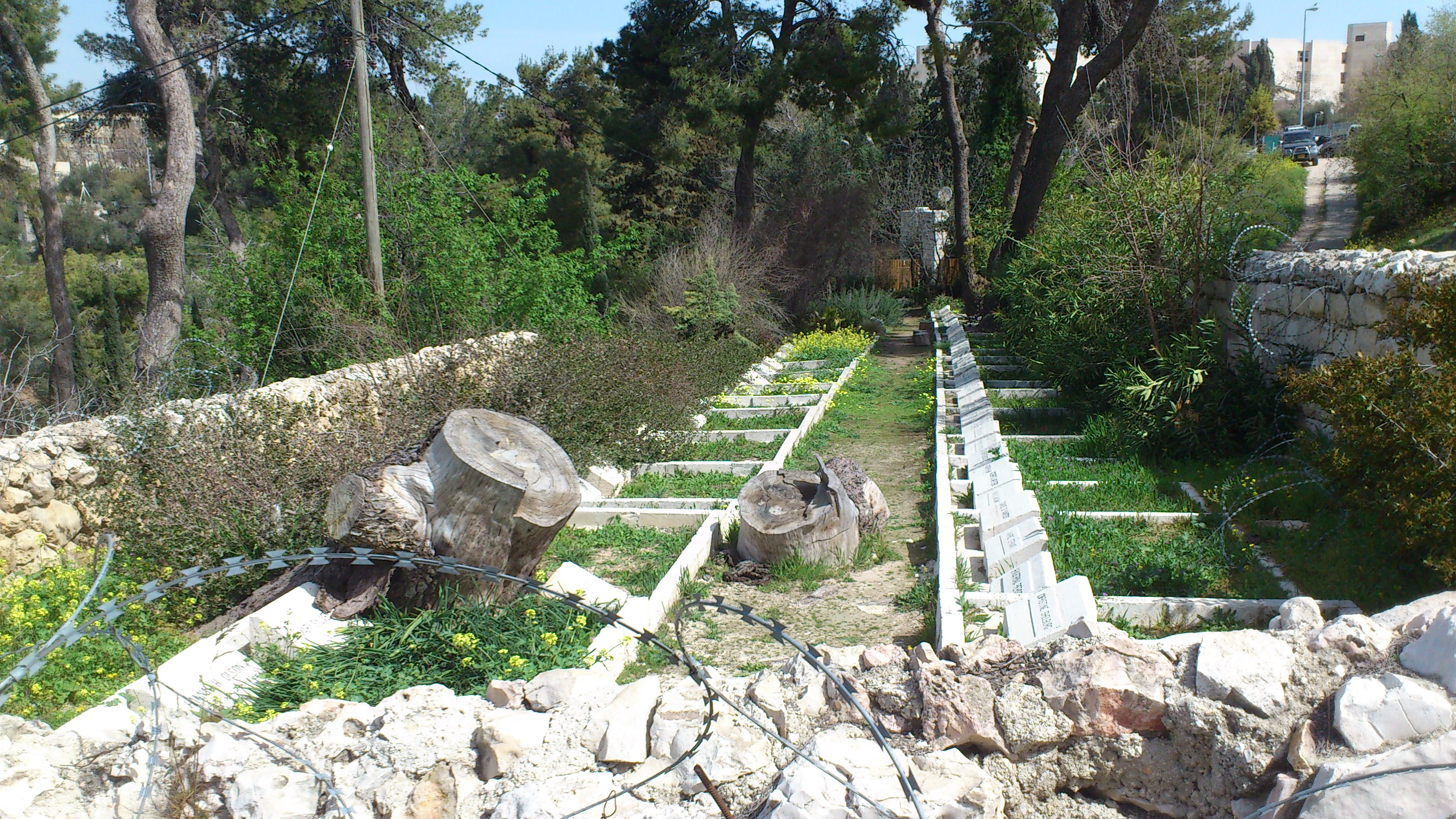
Jerusalem Nghĩa trang Colony Mỹ
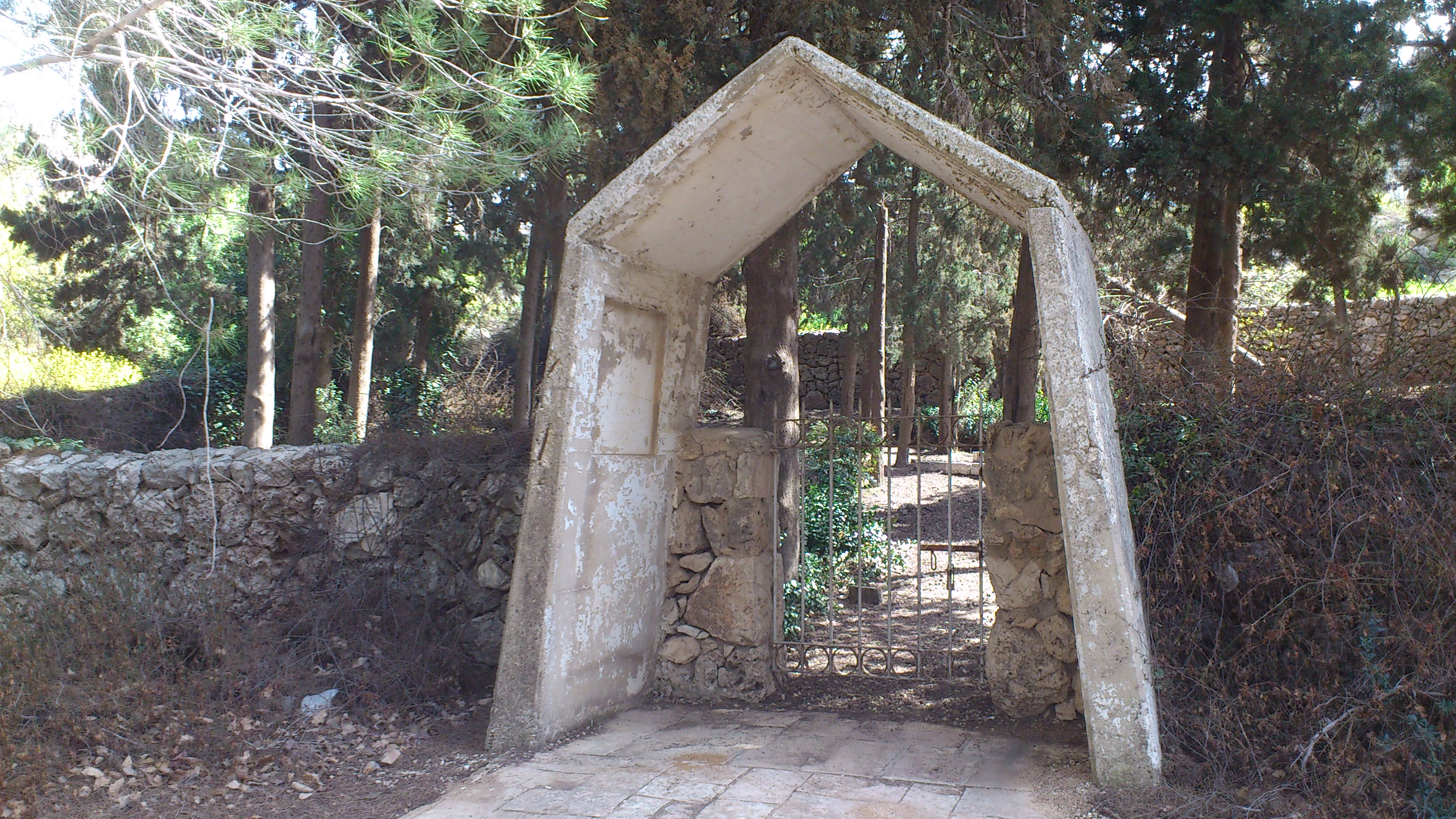
Bentwich Nghĩa trang